# Rafael J. Salvia
Rafael Julià Salvia i Giménez  (* 21. Januar 1915 in Tortosa; † 21. Juni 1976 in Madrid) war ein spanischer Filmregisseur und Drehbuchautor.

## Leben
Rafael J. Salvia wurde 1915 in Tortosa geboren. Er schloss sein Studium der Rechtswissenschaften, Philosophie und Literatur ab.
1969 hatte Salvia bei dem Film Un adulterio decente erstmals eine Rolle inne. Er schrieb das Drehbuch für 81 Filme und führte Regie in 21 Filmen.

## Filmografie

### Schauspieler
- 1952: Judas … ein Mensch unserer Tage! (Drehbuch)
- 1965: Planet der Vampire (Drehbuch)
- 1969: Un adulterio decente (Schauspieler)
- 1969: ¡¡Se armó el belén!! (¡Se armó el belén!) (Schauspieler)
- 1973: Ein kurzer Urlaub (Drehbuch)
- 1973: Wilde Pferde (Drehbuch)